# Макефу (округ)
Макефу (англ. Makefu) — один из 14 округов Ниуэ (владение Новой Зеландии). Административным центром округа является одноимённая деревня.

## Географическая характеристика
Округ Макефу расположен в западной части острова Ниуэ. Его площадь составляет 17,13 км². Административный центр расположен в юго-западной части округа.
Крайние точки:
- север: 18°59′40″ ю. ш. 169°54′29″ з. д.HGЯO;
- юг: 19°02′17″ ю. ш. 169°53′05″ з. д.HGЯO;
- запад: мыс Макапу 19°00′53″ ю. ш. 169°55′25″ з. д.HGЯO;
- восток: 19°01′28″ ю. ш. 169°51′17″ з. д.HGЯO;

Граничит с округами Туапа и Алофи. На западе и северо-западе омывается Тихим океаном.

## Фотогалерея

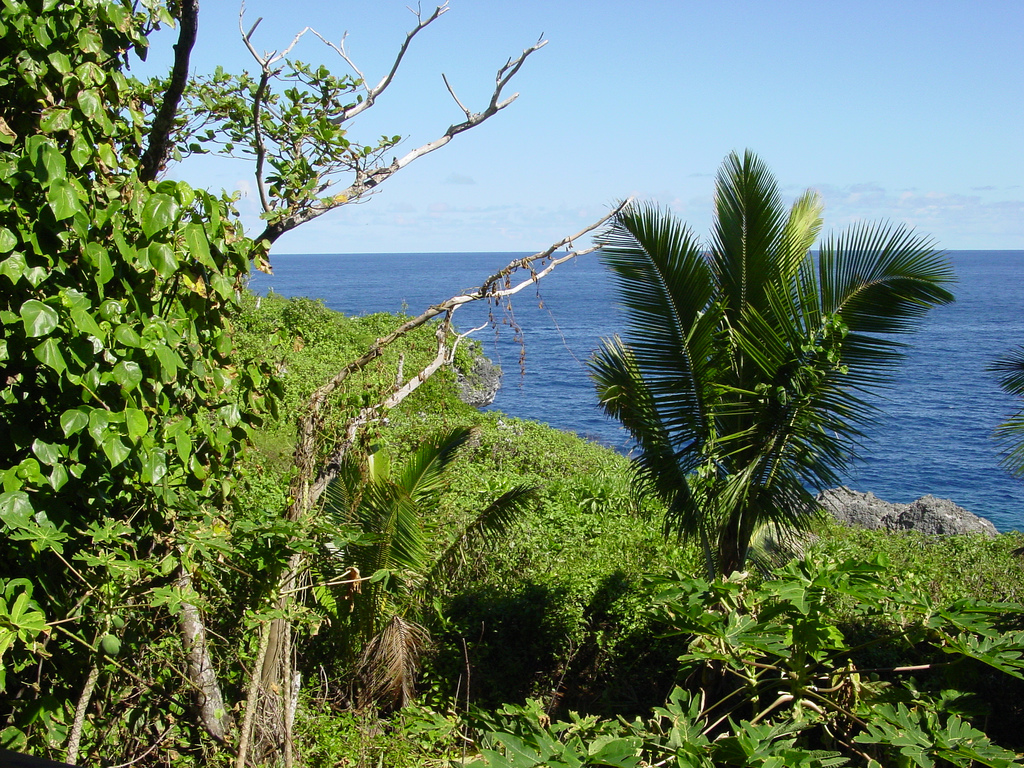
Вид с территории мотеля Coral Gardens на мыс Макапу
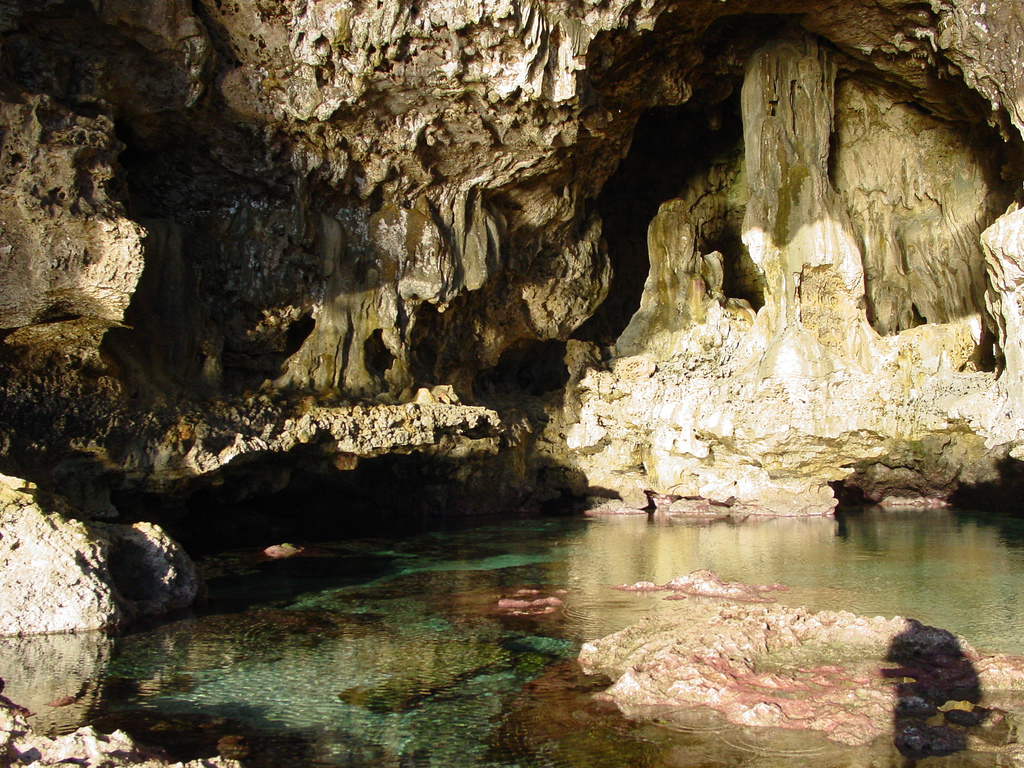
Пещера Аваики, расположенная на северо-западном побережье округа Макефу